# ترور مارتین لوتر کینگ جونیور
مارتین لوتر کینگ جونیور یک روحانی بود که رهبر حقوق مدنی آمریکایی محسوب می‌شود. وی در تاریخ ۴ آوریل ۱۹۶۸ در مُتل لورن در ممفیس، تنسی به ضرب گلوله کشته شد. پس از زخمی شدن در اثر گلوله به بیمارستان سنت جوزف منتقل شد و در ساعت ۷:۰۵ بعد از ظهر درگذشت. وی رهبر برجسته جنبش حقوق مدنی سیاهپوستان آمریکا (۶۸–۱۹۵۵) همچنین برنده جایزه صلح نوبل بود و به دلیل عقیده به پرهیز از خشونت و نافرمانی مدنی مشهور بود. جیمز ارل ری، فراری از زندان ایالتی میزوری، در ۸ ژوئن سال ۱۹۶۸ در فرودگاه هیترو لندن دستگیر شد و با اتهام جنایت به ایالات متحده مسترد شد. در ۱۰ مارس ۱۹۶۹ او به گناه‌کاری خود اعتراف کرد و محکوم به ۹۹ سال زندان شد. او چندین عقب‌نشینی از اعتراف خود انجام داد، و در خواست محاکمه توسط یک هیئت منصفه داشت که ناموفق بود. در ۲۳ آوریل ۱۹۹۸ در هفتاد سالگی در زندان درگذشت.

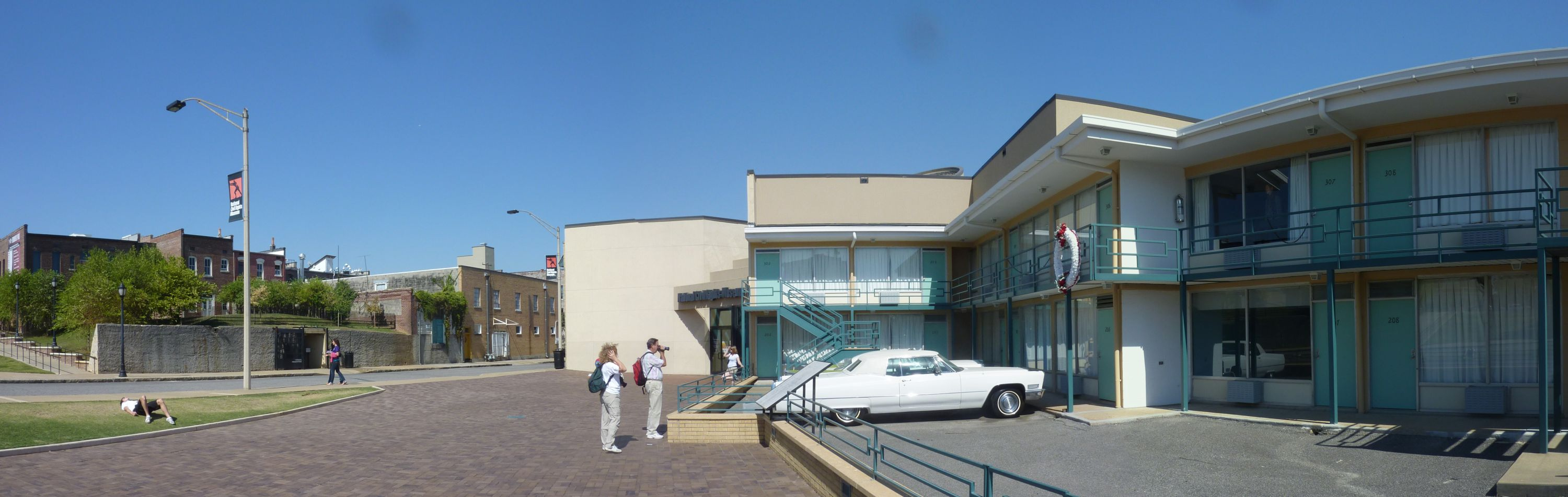
سمت راست تصویر متل محل اقامت کینگ و سمپ چپ تصویر ساختمانی است که از پنجره سرویس بهداشتی طبقه دوم آن به سمت کینگ شلیک شد.

## زمینه

### تهدید به مرگ
کینگ به دلیل حضور برجسته در جنبش حقوق مدنی، تهدیدهای مکرر به مرگ داشت. او در حالی که با تهدید مرگ روبرو بود از علت این تهدیدات سخن می‌گفت. او می‌دانست که کشته شدن نمی‌تواند او را از تلاش برای رسیدن به حقوق برابر بازدارد. پس از ترور رئیس‌جمهور کندی در سال ۱۹۶۳، کینگ به همسرش کورتا اسکات کینگ گفت "این همان اتفاقی است که برای من نیز خواهد افتاد." و من همچنان به گفته خود ادامه خواهم داد: "این جامعه بیمار است". "

### ممفیس
کینگ برای حمایت از اعتصاب کارگران فاضلاب به ممفیس، در ایالت تنسی سفر کرد. کارگران سیاهپوست در ۱۱ مارس ۱۹۶۸ در اعتراض به نابرابری دستمزد و شرایط کار تحمیل شده توسط شهردار وقت هنری لوئب، برای راهپیمایی بیرون آمده بودند. در آن زمان، در ممفیس به کارگران سیاهپوست بسیار کمتر از سفید پوستان دستمزد پرداخت می‌شد. بسیاری از کارگران به دلیل شرایط غیر ایمن در محل کار کشته می‌شدند. علاوه بر این، برخلاف کارگران سفیدپوست، کارگران سیاه‌پوست اگر به دلیل شرایط جوی نامساعد سر کار نمی‌رفتند، هیچ حقوقی دریافت نمی‌کردند. در نتیجه، بیشتر سیاهپوستان مجبور بودند حتی در هنگام باران و برف کار کنند.
در تاریخ ۳ آوریل، کینگ به ممفیس بازگشت تا به گردهمایی در معبد میسون (دفتر مرکزی کلیسای خداوند در مسیح) بپردازد. پرواز وی به ممفیس به دلیل تهدید بمب‌گذاری به تأخیر افتاد، اما او سخنرانی برنامه‌ریزی شدهٔ خود را انجام داد. کینگ سخنرانی معروف با عنوان " من در بالای کوه بودم "را ایراد کرد. وقتی به پایان سخنرانی نزدیک شد، به تهدید بمب اشاره کرد و گفت:
«وقتی به ممفیس رسیدم. برخی شروع به صحبت در مورد تهدیدات و نقل تهدیداتی که عملی شده‌است، کردند. چه اتفاقی برای من از جانب برخی برادران سفیدپوست‌مان خواهد افتاد؟
خب، نمی‌دانم چه پیش خواهد آمد، روزهای سختی پیش روی ماست، اما الان این برای مهم نیست، چرا که من بر روی قله کوه بودم. (صدای تشویق) و من مانند هر شخص دیگر، دوست دارم که عمر طولانی داشته باشم. پس زندگی طولانی جایگاه خودش را دارد. اما من اکنون به آن اهمیت نمی‌دهم. من فقط می‌خواهم که اراده خدا عملی شود. او به من اجازه داد که بر کوه صعود کنم و هنگامی که از آنجا نگاه کردم، سرزمین موعود را دیدم. شاید همراه شما نیایم، ولی از شما می‌خواهم که بدانید که ما همچون یک ملت به زودی به سرزمین موعود خواهیم رسید (صدای تشویق) و بهمین خاطر من امشب سعادتمند هستم و نگران هیچ چیز نیستم، همانگونه که من از هیچ‌کس نمی‌ترسم، چرا که به چشم خودم حقیقتاً عظمت آمدن خداوند را دیدم».

## ترور

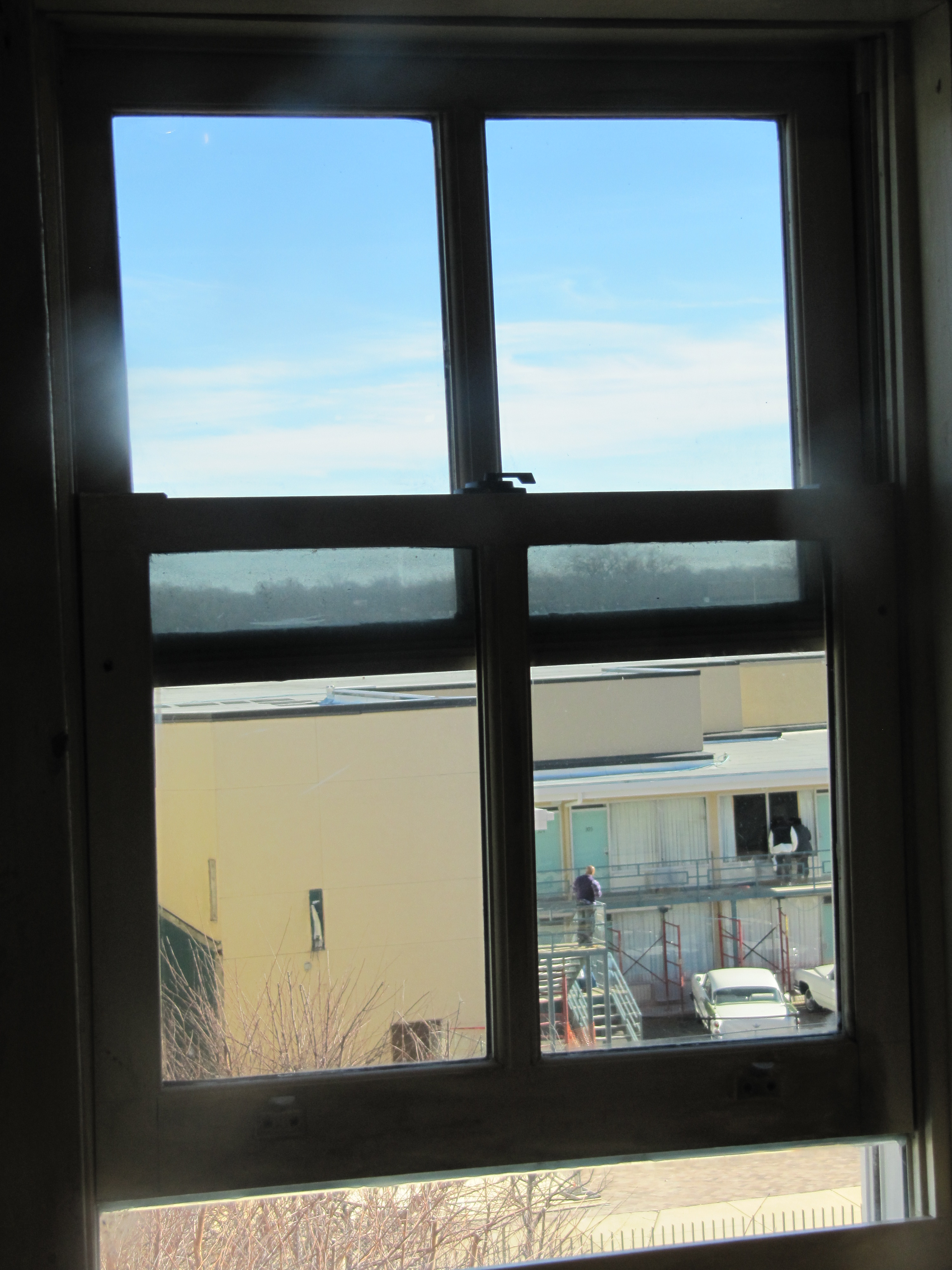
پنجره‌ای که از آن به سمت کینگ تیراندازی شد.

به گفته همکار و دوست مارتین، در روز جمعه ۴ آوریل ۱۹۶۸، کینگ در اتاق ۳۰۶ متل لورین در شهر ممفیس اقامت داشت. مالک این هتل تاجری به نام والتر بیلی بود که نام همسرش را بر هتل گذاشته بود.

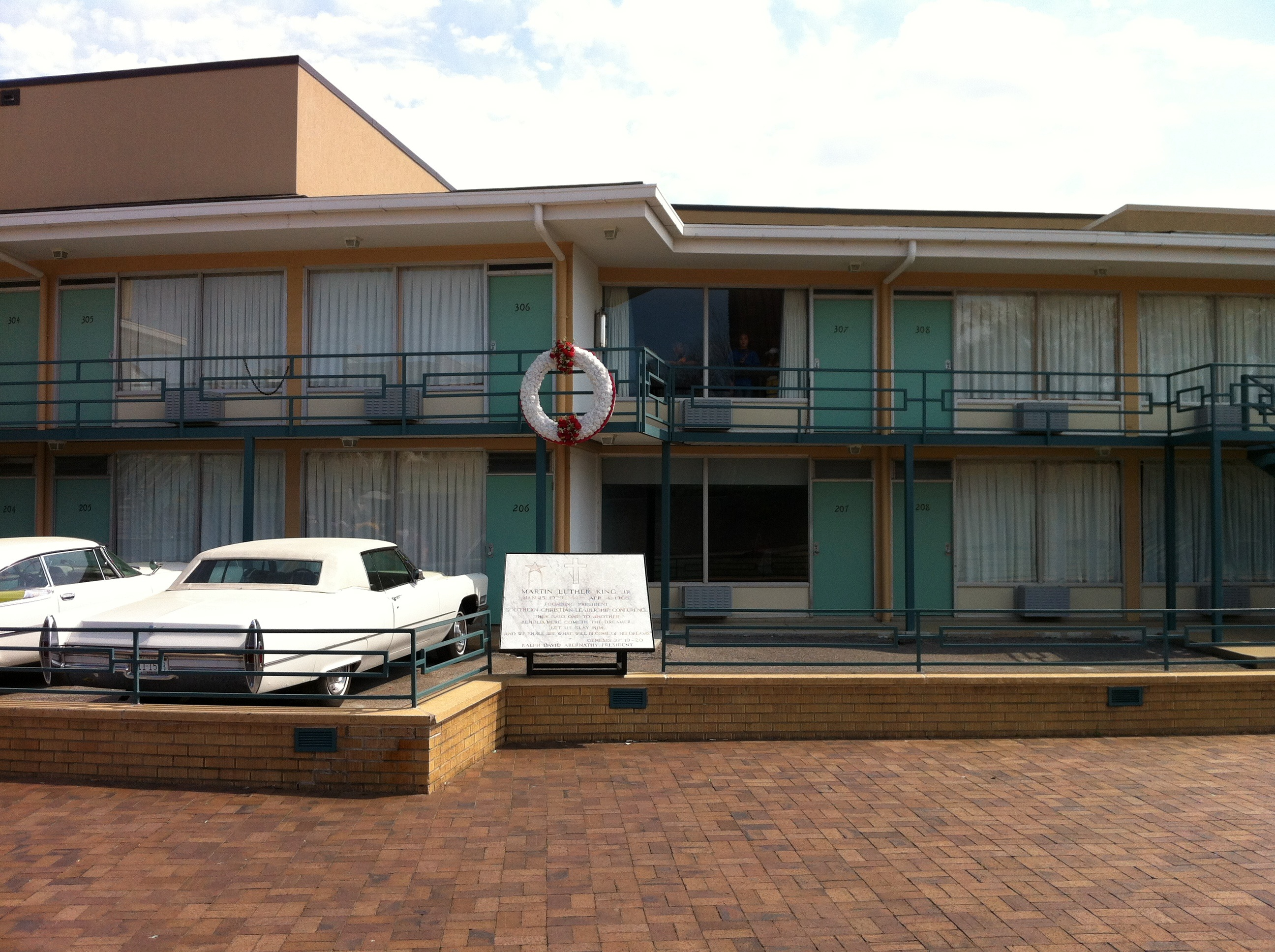
تاج گل مکان تقریبی ترور کینگ را نشان می‌دهد. این متل اکنون بخشی از مجموعه موزه ملی حقوق مدنی است.

با توجه به گزارش تیلور وان، آخرین کلمات کینگ خطاب به نوازنده بین بود، که برنامه‌ریزی شده بود آن شب در سخنرانی آهنگ «خدای بزرگ دست مرا بگیر» اجرا کند و بین می‌گوید که او به من گفت که «به بهترین شکلی که می‌توانی امشب اجرا کن».
و کینگ به بالکن رفت و نزدیک اتاق خود ایستاده بود که گلوله اسلحه مدل رمینگتون ۷۶۰ به او شلیک شد. گلوله به گونه راست نفوذ و فک او و چند مهره گردن او را شکست. به نخاع آسیب وارد شد و شاهرگ و شرایین را پیش از توقف در کتف قطع کرد. نیروی گلوله کراوات او را نیز پاره کرد و کینگ بیهوش، ناخودآگاه به شدت از بالکن سقوط کرد.
اندکی پس از تیراندازی به کینگ، شاهدان مردی را می‌بینند که از خانه‌ای اجاره‌ای در خیابان متل لورن خارج می‌شود، که گمان می‌شد او همان قاتل بوده که در آنجا اتاقی اجاره کرده‌است. پلیس بسته‌ای در نزدیکی صحنه جنایت پیدا کرد حاوی اسلحه و دوربین شکاری، که اثر انگشت جمیز ارل ری روی آنها بود. ری این تفنگ را شش روز پیش با نام مستعار خریداری کرده بود. دو ماه بعد ری در فرودگاه هیترو لندن دستگیر شد.

## درون جنبش

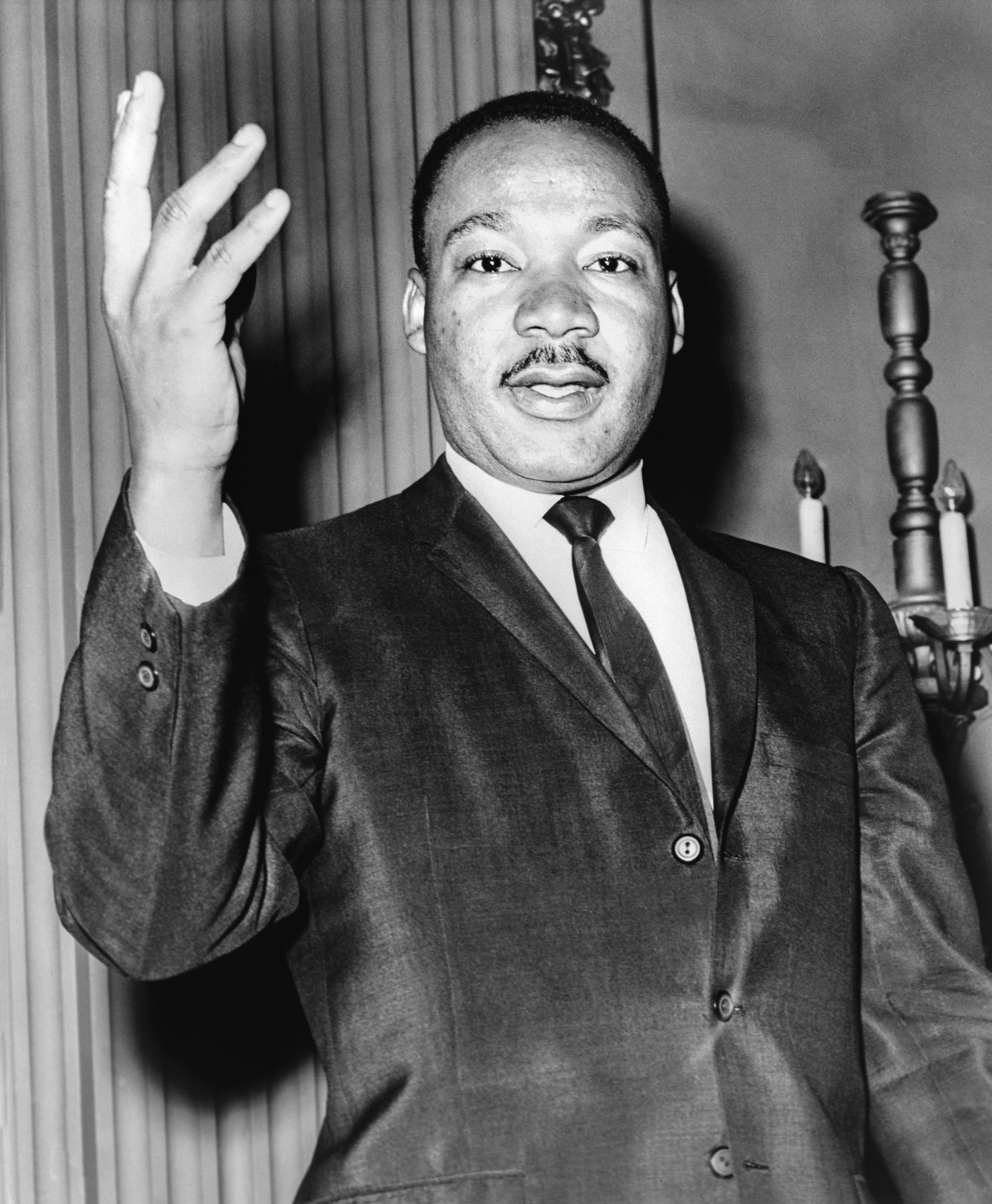
مارتین لوتر کینگ جونیور

از نظر عده ای، ترور کینگ به معنای پایان استراتژی عدم خشونت بود. دیگران در نهضت بر لزوم ادامه کار کینگ و جنبش تأکید کردند. رهبران کنفرانس رهبری مسیحیان جنوبی تأکید کردند که آنها علی‌رغم از دست دادن آن، فعالیت فقرا را در آن سال ادامه می‌دهند. برخی از رهبران سیاه‌پوست در مورد لزوم ادامه سنت‌های کینگ و نهضت خشونت‌آمیز استدلال کرده‌اند.

## سخنرانی تاریخی رابرت کندی
در آن شب سناتور رابرت کندی، که برای کسب نامزدی ریاست جمهوری برای نمایندگی حزب دموکرات تلاش می‌کند، دربارهٔ این ترور صحبت کرد. کندی پیش از آن روز در ایندیانا صحبت کرده بود  و قبل از سوار شدن هواپیما به ایندیاناپولیس از آتش‌سوزی آگاهی داشت. او یک سخنرانی برنامه‌ریزی شده در آنجا در یک محله عمدتاً سیاهپوست در شهر داشت. دبیر مطبوعاتی وی، فرانک مانکیویچ، از حضار خواست برای خانواده کینگ دعا کنند و از تلاش‌های ضد خشونت کینگ پیروی کنند.  کندی از فوت کینگ تا زمانی که در ایندیاناپولیس فرود آمد با خبر نشده بود.
مانکیویچ و آدام والینسکی نویسنده متن سخنرانی، نکاتی مناسب شرایط برای سخنرانی کندی تهیه کردند، اما او نپذیرفت رئیس پلیس ایندیانا هشدار داد در صورتی که دربارهٔ مرگ رهبر ارجمند سخن بگوید نگران است نتواند امنیت او را حفظ کند و در خطر بیفتد  کندی به همراه چند نکته که خودش دست‌نویس کرده بود سخنان خود را با این جمله آغاز کرد: "خانم‌ها و آقایان، امشب من می‌خواهم تنها چند دقیقه با شما سخن بگویم چرا که خبر بسیار غم‌انگیزی دارم … و آن خبر این است که مارتین لوتر کینگ امشب در ممفیس تنسی کشته شد " فریاد گریه و جیغ غم‌انگیز بلند می‌شود، وقتی صداها فروکش کرد، کندی به آرامی و مکث مکرر سخنان خود را ادامه می‌دهد.
صدای فریاد و ناله حاضران بلند شد. بسیاری از دستیاران کندی نگران بودند که ارائه این اطلاعات ممکن است به شورش منجر شود. وقتی تماشاگران آرام شدند، کندی اعتراف کرد که بسیاری از آنها را پر از خشم خواهند شد؛ و گفت: "برای کسانی شما سیاه پوست هستید و تمایل دارید که در بی عدالتی بودن این عمل، در برابر همه سفید پوستان پر از نفرت و بی اعتمادی باشد، من فقط می‌خواهم بگویم که من هم می‌توانم در قلبم احساس کنم به همان شکلی که من یک عضو خانواده ام داشتم، اما او کشته شد توسط یک مرد سفید پوست " این اظهارات دستیارهای وی را که هرگز نشنیده بودند او راجع به مرگ برادرش صحبت کند، شگفت زده کرد. کندی گفت که کشور باید "برای غلبه بر این اوقات دشوار" تلاش کند و شعری از نمایشنامه نویس یونانی آیزلیوس را نقل کرد.
بخشی از سخنان وی به همران نهی از شورش پس از ترور در ایندیاناپولیس تأیید شد، در شبی که چنین حوادثی در شهرهای بزرگ سراسر کشور رخ داده بود. این سخنرانی به عنوان یکی از بزرگ‌ترین سخنرانی‌ها در تاریخ آمریکا مورد توجه قرار گرفته‌است. سپس کندی تمام جلسات انتخاباتی را که باید انجام شود لغو کرد و به اتاق هتل خود عقب‌نشینی کرد. از طریق چندین مکالمه تلفنی با رهبران جامعه سیاهپوستان، وی متقاعد شد که در مورد واکنش شدید خشونت‌آمیز در سراسر کشور صحبت کند.  روز بعد، کندی پاسخ آماده شده «به خطر بی‌روح خشونت» را در کلیولند، اوهایو اعلام کرد. اگرچه او هنوز هم این مهم را قلمداد می‌کرد، اما نسبت به سخنرانی ایندیاناپولیس بسیار کمتر توجه تاریخی داشت. 

## رئیس‌جمهور
رئیس‌جمهور لیندون جانسون آن شب در دفتر بیضی بود و قصد داشت جلسه‌ای در هاوایی با رهبران نظامی برای جنگ ویتنام ترتیب دهد. و بعد از اینکه وی توسط سخنگوی مطبوعات، جورج کریستین، در ساعت ۸:۲۰ دقیقه از واقعه ترور آگاه شد، سفر خود را برای تمرکز بر امور داخلی لغو کرد. دادستان کل رمزی کلارک مکلف به تحقیق در مورد حادثه ترور شهر ممفیس شد و شخصاً با همسر کینگ، کورتتا اسکات کینگ تماس گرفت، و ۷ آوریل، روز عزای ملی اعلام شد که در آن پرچم آمریکا در حالت نیمه برافراشته بود.

## شورش‌های پس از ترور
همکاران کینگ در جنبش حقوق مدنی، با احترام به عمیق‌ترین اعتقاداتی که وی به آنها پایبند بود، خواستار پاسخ غیر خشونت‌آمیز به ترور کینگ شدند. جیمز فارمر:
کینگ بسیار متأسف می‌شود اگر مرگ وی منجر به خونریزی و آشوب بشود. من فکر می‌کنم ملت اعم از سیاه و سفید باید آرام باشند، همه ما باید حالت دعا … داشته باشیم. ما باید این نوع فداکاری و تعهد را به هدف خود تبدیل کنیم و این مشکلات داخلی اهدافی هستند که وی برای حل‌شان، زندگی خود را فدا کرده‌است. این یادمان، این نوعی از یادبود است که باید برای آن ساخته شود. مناسب نیست که چنین قصاص‌های خشونت‌آمیز و این نوع تظاهرات به دنبال کشته شدن مردی صلح‌طلب انجام شود.